# 泣颜回
〈泣顏回〉，古琴曲，又名《思贤操》，相传孔子思颜回而作。

## 解題
《藏春坞琴谱》：「孔子思顏子而作。屢稱，好學，喪予之嘆，悼道之無傳也。其音悲戚悠揚，通乎造化，超乎古今。然傳之爲絲桐，遂作思賢操。」
《今虞琴刊》：「古調，惟流傳海濱簫管中。先厳月秋公雅擅琵琶，熟繙此操。當更深人靜，慢撚輕攏，韻永音悲，聞者太息。元白少時，夜讀既畢，伏枕欲寐，聞此則魂夢俱清，故其節奏，耳聆最熟。及學操縵，乃為繙譜入琴，撫弄多年，始得韻味。嗣因同好聆音不乏求授，不敢自秘爰創斯譜。」